# Thomas Schreiber
Thomas Schreiber (...) è un ex bobbista svizzero.

## Biografia
Viene ricordato di una medaglia d'argento nella sua disciplina, ottenuta ai campionati mondiali del 1996 (edizione tenutasi a Calgary, Canada) insieme ai connazionali Marcel Röhner, Markus Wasser e Roland Tanner.
Nell'edizione l'oro e il bronzo andarono alle nazionali tedesche.